# Báetan mac Ninneda
Báetán mac Ninneda (... – attorno al 586) fu re dei Cenél nEógain, clan degli Uí Néill del nord e da alcune fonti è considerato anche re supremo d'Irlanda.